# سمامة مصمتة
السَمَّامة المُصمتة (الاسم العلمي: Apus unicolor) هي سَمَّامة متوسط الحجم. مع أن هذا الطائر يشبه ظاهريًا الخطاطيف، إلا أنه لا يرتبط بتلك الأنواع من الجواثم .
تملك السماسم عمومًا أرجلًا قصيرة جدًا تستخدمها فقط للتشبث بالأسطح الرأسية. لا تنزل طوعًا على الأرض أبدًا، وتقضي معظم طائرة في الهواء، وتتغذى على الحشرات التي تصطادها بمناقيرها. وتشرب أثناء الطيران.
تُفرخ السماسم المُصمتة في مستعمرات على الأجراف والجسور والمباني في جزر الكناري وماديرا، وتضع بيضتين في عش المصنوع على شكل صحن مُكون من رؤوس الزهور الملتصقة باللعاب. وهي مهاجرة جزئيًة، حيث تغادر العديد من الطيور لقضاء الشتاء في البر الرئيسي لإفريقيا . حتى وقت قريب، كان يُعتقد أن هذه الطيور تقضي الشتاء على الساحل الأفريقي، لكن الدراسات الحديثة تشير إلى أنها تسافر لمسافات أبعد بكثير إلى الغابات الاستوائية في ليبيريا وغينيا، على مسافة 2600 كيلومتر من مواطن تفريخها. ويعتقد أيضًا أن أعدادًا صغيرة تُفرخ في المغرب في المنطقة المُمتدة بين أگادير والصويرة، حيث عُثر على مستعمرة على أجراف الساحلية يعتقد أنها من هذا النوع، وربما أيضًا في موريتانيا حيث توجد مشاهدات متكررة 
هذه السَمَّامة التي يبلغ طولها 14-15 سم تتشابه إلى حد كبير مع السماسم الشائعة والباهتة وثيقة الصلة، والتي توجد أيضًا في الأرخبيل، ولا يمكن التمييز بينها إلا عبر مُشاهدتها بوضوح. مثل أقاربها، لديها ذيل قصير مُتشعب وأجنحة طويلة جدًا مائلة إلى الخلف تشبه الهلال أو البومرانگ.
كِسوتها داكنة مُوحدة اللون (مُصمتة) تمامًا باستثناء منطقة شاحبة غير واضحة في الحلق. وهي أنحف وأكثر أناقة من السمامة الشاحبة، وأدكن لونًا منها وتفتقر إلى الحلق الأبيض الواضح.
يعد تمييز السمامة المُصمتة عن السمامة الشائعة ذات الكِسوة المماثلة أمرًا أكثر صعوبة، مع أنه يمكن تمييز اليوافع من الشائعة بسهولة بسبب حلقها الأبيض. المُصمتة أنحف وتبدو أطول جناحًا من الشائعة، ولها أجزاء سُفلية متقشرة، يصعب رؤيتها إلا عبر مُشاهدتها في ظروف ممتازة. النداء عبارة عن صراخ جاف عالي تشبه نداء السمامة الشائعة، مع احتمالية أن نبرة الصوت أعلى.